# Альзет
Альзет (люксемб. Uelzecht, фр. Alzette, нім. Alzig) — річка у Франції і Люксембурзі, права притока річки Зауер, впадає поблизу міста Еттельбрук.
Площа басейну близько 1 173 км². Довжина — 73 км. Висота витоку 305 м.